# SV NOBA Greifswald
Der Nord-Ostdeutsche Basketballklub Greifswald ist ein 1991 gegründeter Basketballverein in der vorpommerschen Universitätsstadt Greifswald.

## Vorgänger
Seine Vorgeschichte reicht bis in das Jahr 1965 zurück. In diesem Jahr wurde von der Hochschulsportgemeinschaft (HSG) Wissenschaft der Universität Greifswald für den Basketballsport eine neue Sektion gegründet. In ihrem ersten Wettkampfjahr erreichte die Herrenmannschaft in der drittklassigen Bezirksliga Rostock den 6. Platz. Zwischen 1972 und 1982 spielten sowohl die Damen als auch die Herren in der DDR-Liga, der zweithöchsten Spielklasse im DDR-Basketball. Von 1983 bis 1985 mussten das Herrenteam wieder in der Bezirksliga spielen. 1987 trat die Sektion Basketball aus der HSG aus und gründete am 28. Dezember 1987 die Betriebssportgemeinschaft ZBO Greifswald. In neuer Organisationsform feierte die Damenmannschaft 1988 mit dem Aufstieg in die Oberliga, die höchste DDR-Basketballklasse, den bisher größten Erfolg im Greifswalder Basketballsport. 

## Nach der Gründung
Als nach der 1989er Wende die Betriebssportgemeinschaft ihre ökonomische Basis verlor, gründete sich 1991 der Sportverein NOBA, benannt nach dem Hauptsponsor NOBA GmbH, einer in Greifswald ansässigen Baufirma. Die Mannschaften des Damen-, Herren- und Jugendbereiches wurden auf der Landesebene Mecklenburg-Vorpommern in den Spielbetrieb aufgenommen. 1998/99 spielte die Herrenmannschaft in der 2. Regionalliga Nord. 
Als 1999 der Sponsor NOBA in Konkurs ging, definierte der Verein seinen Namen als „Nord-Ostdeutscher Basketballverein“ neu. Im Jahr 2000 stiegen die Herren erneut in die 2. Regionalliga auf. Nach guten Platzierungen in den Jahren 2001 (4.) und 2003 (3.) musste 2004 der Abstieg hingenommen werden. In der Saison 2002/03 war Michael Buse bester Scorer aller 2. Regionalliga-Staffeln geworden und wechselte daraufhin zum Bundesligisten TSK Würzburg. 2005 errangen sowohl die Damen als auch die Herren die Landesmeisterschaft. Während das Damenteam in den Aufstiegsspielen scheiterte, konnte sich die Herren wieder für die 2. Regionalliga qualifizieren. 